# Де Кесслер
Йоганн Генріх Герман «Де» Кесслер (нід. Johann Heinrich Hermann «Dé» Kessler; Гарут, Голландська Ост-Індія, 11 серпня 1891 — Білтговен, 6 вересня 1943) — нідерландський футболіст і гравець у крикет .

## Клубна кар'єра
Кесслер виріс у заможній родині. Його батько Дай Кесслер (1855—1939) торгував нафтою на Яві, завдяки чому його дітям не довелося працювати.
Де Кесслер грав у футбол за клуб ГВВ з Гааги, починаючи з 1907 року. В 1910 і 1914 роках ставав з командою чемпіоном Нідерландів.

## Кар'єра в збірній
21 березня 1909 року дебютував у збірній Нідерландів у матчі проти Бельгії (4:1), відзначився забитим голом. Йому тоді було 17 років і сім місяців і він є четвертим наймолодшим дебютантом у складі помаранчевих і другим наймолодшим гравцем, який забивав гол. Грав на позиції лівого нападника і загалом провів 21 міжнародний матч між 1909 і 1922 роками. Забив дев'ять голів, шість разів був капітаном. Його брат Тонні та його двоюрідні брати Боелі та Дольф також грали за ГВВ і збірну Нідерландів.

## Поза футболом
Крім футболу, Кесслер активно грав у крикет. Потрапив до склади національної збірної Нідерландів з цього виду спорту. У 1922 році він був одним із засновників клубу СКК з Білтговена, для якого роком раніше був побудований майданчик. Кесслер непогано грав у теніс, дійшовши до фіналу чемпіонату Нідерландів в одиночному розряді.
Кесслер мав ступінь магістра права та доктора мистецтвознавства. Під час навчання жив у Швейцарії, а потім деякий час в Італії. У 1930 році він отримав докторський ступінь, захистивши дисертацію про художника XV століття Гертгена Тот Сінт Янса. Помер у 1943 році в рідному місті Білтговен і був похований на місцевому кладовищі Ден-ен-Руст.

## Титули і досягнення
- Чемпіон Нідерландів (2):

ГВВ (Гаага): 1910, 1914

## Статистика

### Статистика виступів за збірну
| Дата      | Місто      | Господарі  | Результат | Гості            | Турнір           | Голи | Примітки                 |
| --------- | ---------- | ---------- | --------- | ---------------- | ---------------- | ---- | ------------------------ |
| 21-3-1909 | Антверпен  | Бельгія    | 1 – 4     | Нідерланди       | товариський матч | 1    |                          |
| 12-4-1909 | Амстердам  | Нідерланди | 0 – 4     | Англія           | товариський матч | -    | Аматорська збірна Англії |
| 25-4-1909 | Роттердам  | Нідерланди | 4 – 1     | Бельгія          | товариський матч | -    |                          |
| 13-3-1910 | Антверпен  | Бельгія    | 3 – 2     | Нідерланди       | товариський матч | 1    |                          |
| 10-4-1910 | Гарлем     | Нідерланди | 7 – 0     | Бельгія          | товариський матч | -    |                          |
| 24-4-1910 | Арнем      | Нідерланди | 4 – 2     | Німецька імперія | товариський матч | -    |                          |
| 24-3-1913 | Гаага      | Нідерланди | 2 – 1     | Англія           | товариський матч | -    | Аматорська збірна Англії |
| 15-3-1914 | Антверпен  | Бельгія    | 2 – 4     | Нідерланди       | товариський матч | 2    |                          |
| 5-4-1914  | Амстердам  | Нідерланди | 4 – 4     | Німецька імперія | товариський матч | -    |                          |
| 26-4-1914 | Амстердам  | Нідерланди | 4 – 2     | Бельгія          | товариський матч | 1    |                          |
| 17-5-1914 | Копенгаген | Данія      | 4 – 3     | Нідерланди       | товариський матч | -    |                          |
| 9-6-1919  | Амстердам  | Нідерланди | 3 – 1     | Швеція           | товариський матч | 1    |                          |
| 24-8-1919 | Стокгольм  | Швеція     | 4 – 1     | Нідерланди       | товариський матч | -    |                          |
| 31-8-1919 | Осло       | Норвегія   | 1 – 1     | Нідерланди       | товариський матч | -    |                          |
| 13-5-1920 | Генуя      | Італія     | 1 – 1     | Нідерланди       | товариський матч | 1    |                          |
| 16-5-1920 | Базель     | Швейцарія  | 2 – 1     | Нідерланди       | товариський матч | -    |                          |
| 28-3-1921 | Амстердам  | Нідерланди | 2 – 0     | Швейцарія        | товариський матч | 1    |                          |
| 8-5-1921  | Амстердам  | Нідерланди | 2 – 2     | Італія           | товариський матч | 1    |                          |
| 15-5-1921 | Антверпен  | Бельгія    | 1 – 1     | Нідерланди       | товариський матч | 1    |                          |
| 17-4-1922 | Амстердам  | Нідерланди | 2 – 0     | Данія            | товариський матч | -    |                          |
| 7-5-1922  | Амстердам  | Нідерланди | 1 – 2     | Бельгія          | товариський матч | -    |                          |
| Усього    |            | Матчів     | 21        |                  | Голів            | 10   |                          |